# 列別季夫卡 (維什戈羅德區)
50°42′55″N 30°32′40″E / 50.71528°N 30.54444°E
萊貝季夫卡（烏克蘭語：Лебедівка）是位於烏克蘭北部的村莊，由基辅州维什霍罗德区的皮爾諾韋市鎮負責管轄。該村始建於1917年，面積3.4平方公里，海拔高度98米，2001年人口1,257，人口密度每平方公里369.7人。